# Björn Blaschke
Björn Blaschke (* 1967) ist ein deutscher Journalist und Auslandskorrespondent.

## Leben und Wirken
Blaschke studierte Politik-, Islam- und vergleichende Literaturwissenschaft in Bonn. Bereits während des
Studiums arbeitete er als freier Autor, Reporter und Moderator für verschiedene Radiosender, vor allem für den WDR.
1997 wurde er beim WDR fest angestellt. Ab 2000 war er in Vertretung, von 2002 bis 2008 als fester Korrespondent der ARD in Amman eingesetzt.
Von dort berichtete er u. a. über den Irak- und den Libanonkrieg. Nach einer Zeit in Köln wurde er 2011 ARD-Korrespondent und bis 2022 Studioleiter in Kairo. 2000 wurde er mit dem Kurt-Magnus-Preis ausgezeichnet. Seit 2023 ist Blaschke Korrespondent im ARD-Auslandsstudio in Moskau. Während dieser Tätigkeit wurde Blaschke von russischen Gerichten in zwei Instanzen verurteilt, mit dem Vorwurf, er habe mit einer Mitteilung bei X die russische Armee diskreditiert. Seither arbeitet er außerhalb Russlands für das dortige ARD-Auslandsstudio.